# 회문

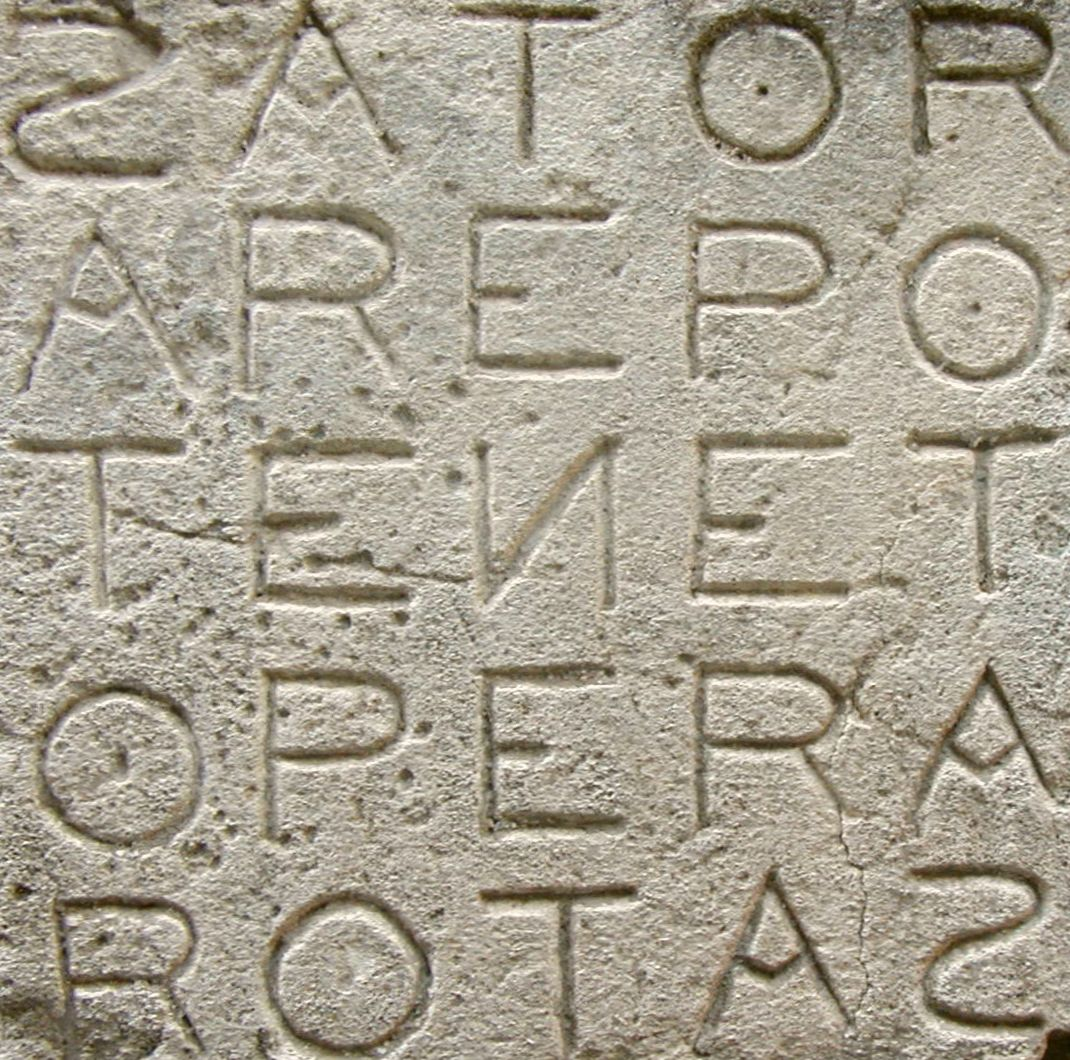

회문(回文) 또는 팰린드롬(palindrome)은 거꾸로 읽어도 제대로 읽는 것과 같은 문장이나 낱말, 숫자, 문자열(sequence of characters) 등이다. 보통 낱말 사이에 있는 띄어쓰기나 문장 부호는 무시한다.

## 예

### 한국어
한국어의 회문에서는 음절 단위로 모아쓰는 한글의 특성 상 음소 단위가 아닌 음절 단위의 회문이 대부분이다.
- 다시 합창합시다
- 소주 만 병만 주소
- 여보 안경 안 보여

### 영어
- Madam, I'm Adam.
- nurses run
- Was it a cat I saw?
- A man, a plan, a canal - Panama! (파나마 운하 건설 당시 사용되었던 회문)

### 그리스어
- ΝΙΨΟΝΑΝΟΜΗΜΑΤΑΜΗΜΟΝΑΝΟΨΙΝ

### 일본어
|  | 고전 문법을 포함하고 있습니다. |

- 長き夜の 遠の睡りの 皆目醒め 波乗り船の 音の良きかな→기나긴 밤의 머나먼 잠 속에서 모두 눈 뜨매 파도를 타는 배의 소리 듣기 좋은가
- むら草に くさの名はもし 具はらは なそしも花の 咲くに咲くらむ
- 惜しめとも ついにいつもと 行春は 悔ゆともついに いつもとめしを

### 회문시
고려시대 문필가 이규보는 미인원(美人怨)이라는 제목의 회문시(回文詩)를 지었다. 이 시는 끝에서부터 거꾸로 읽어도 뜻이 통한다. 이 밖에도 장유, 박세당, 신흠, 권필 등이 지은 바가 있다.
- 순독(順讀)

腸斷啼鶯春 꾀꼬리 우는 봄날 애간장 타는데

落花紅簇地 꽃은 떨어져 온 땅을 붉게 덮었구나

香衾曉枕孤 이불 속 새벽잠은 외롭기만 하여

玉臉雙流淚 고운 뺨엔 두 줄기 눈물 흐르누나

郞信薄如雲 님의 약속 믿음 없기 뜬구름 같고

妾情撓似水 이내 마음 일렁이는 강물 같누나

長日度與誰 긴긴 밤을 그 누구와 함께 지내며

皺却愁眉翠 수심에 찡그린 눈썹을 펼 수 있을까 

- 역독(逆讀)

翠眉愁却皺 푸른 눈썹은 수심 겨워 찌푸려 있는데

誰與度日長 뉘와 함께 긴긴 밤을 지내어 볼까

水似撓情妾 강물은 내 마음인 양 출렁거리고

雲如薄信郎 구름은 신의 없는 님의 마음 같아라

淚流雙臉玉 두 뺨에 옥 같은 눈물 흐르고

孤枕曉衾香 외론 베개 새벽 이불만 향기롭구나

地簇紅花落 땅 가득히 붉은 꽃이 떨어지고

春鶯啼斷腸 봄 꾀꼬리 우는 소리에 애간장 타누나

## 같이 보기
- 로골로지
- 어구전철
- 아이서그램
- 리포그램
- 근접어
- 팬그램
- 대칭수
- 〈로꾸거!!!〉